# 고륜숙철장공주
고륜숙철공주(固倫淑哲公主, 1633년 ~ 1648년)는 효장문황후 박이제길특씨 소생으로, 이름은 숙철(淑哲)이다. 숙철격격(淑哲格格)라고도 한다. 1645년 박이제길특 견길이격(博爾濟吉特 堅吉爾格)에게 하가했다. 1648년 16세에 졸했다. 시호는 단헌(端獻)이다.